# Stazione di San Giovanni (Sassari)
La stazione di San Giovanni è una fermata ferroviaria in disuso situata nell'omonima frazione alla periferia di Sassari, lungo la ferrovia Ozieri Chilivani-Porto Torres Marittima.

## Storia

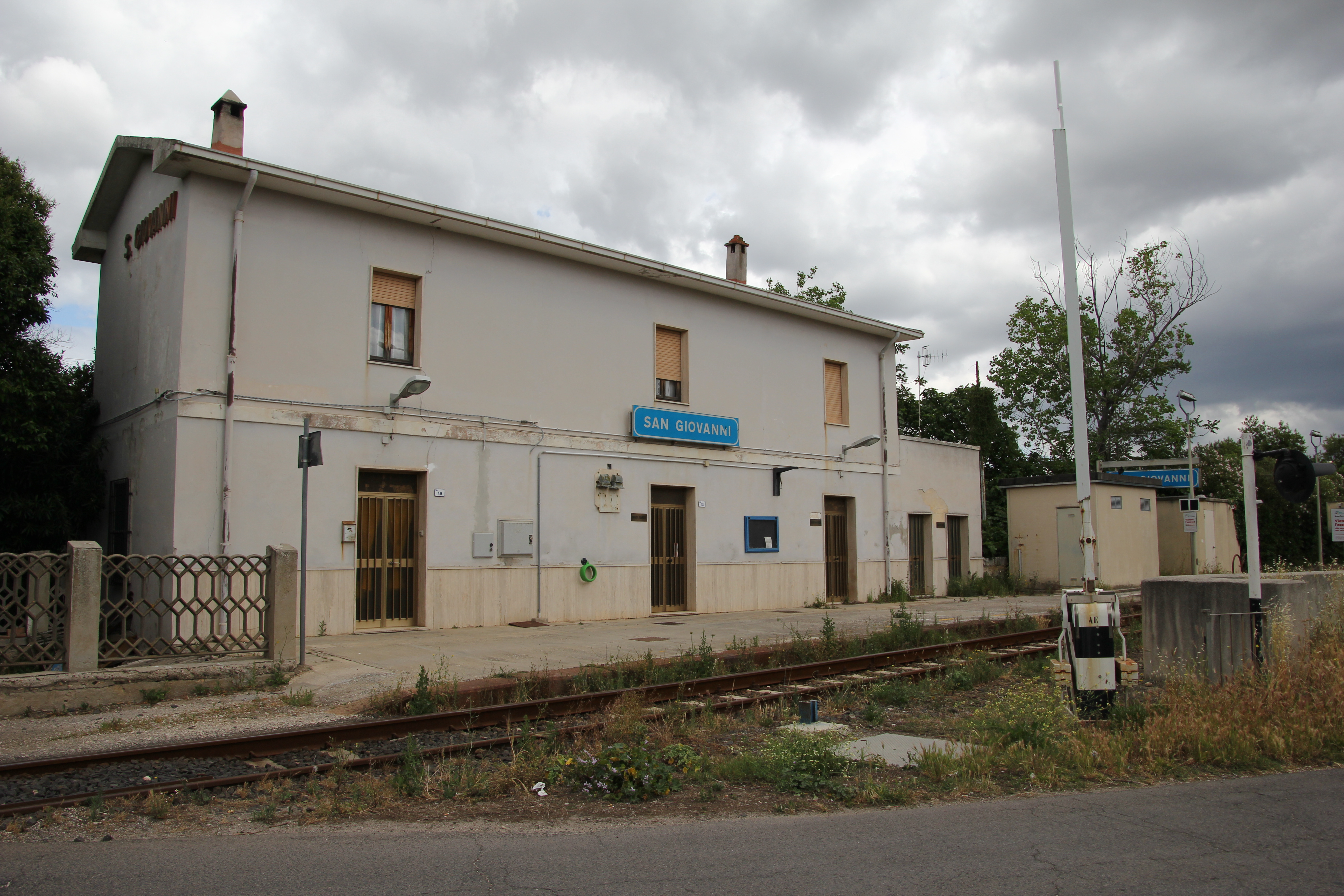
Il fabbricato viaggiatori della fermata: l'impianto non riceve più treni viaggiatori dal 2008

La fermata fu realizzata negli anni settanta dell'Ottocento ad opera della Compagnia Reale delle Ferrovie Sarde, che nella prima metà di quel decennio aveva realizzato tra le altre la linea ferroviaria tra Porto Torres e Chilivani, di cui fu anche la prima concessionaria. L'impianto venne inaugurato insieme al tronco tra Sassari ed il porto turritano, il 9 aprile 1872.
Passata alla gestione delle Ferrovie dello Stato nel 1920 e da queste alla propria controllata Rete Ferroviaria Italiana nel 2001, la fermata continuò ad essere impiegata per il servizio viaggiatori sino al 14 dicembre 2008, data da cui tutte le relazioni passeggeri tra Sassari e Porto Torres non effettuano più sosta nell'impianto. Da allora lo scalo permane attivo esclusivamente come località di servizio.

## Strutture e impianti

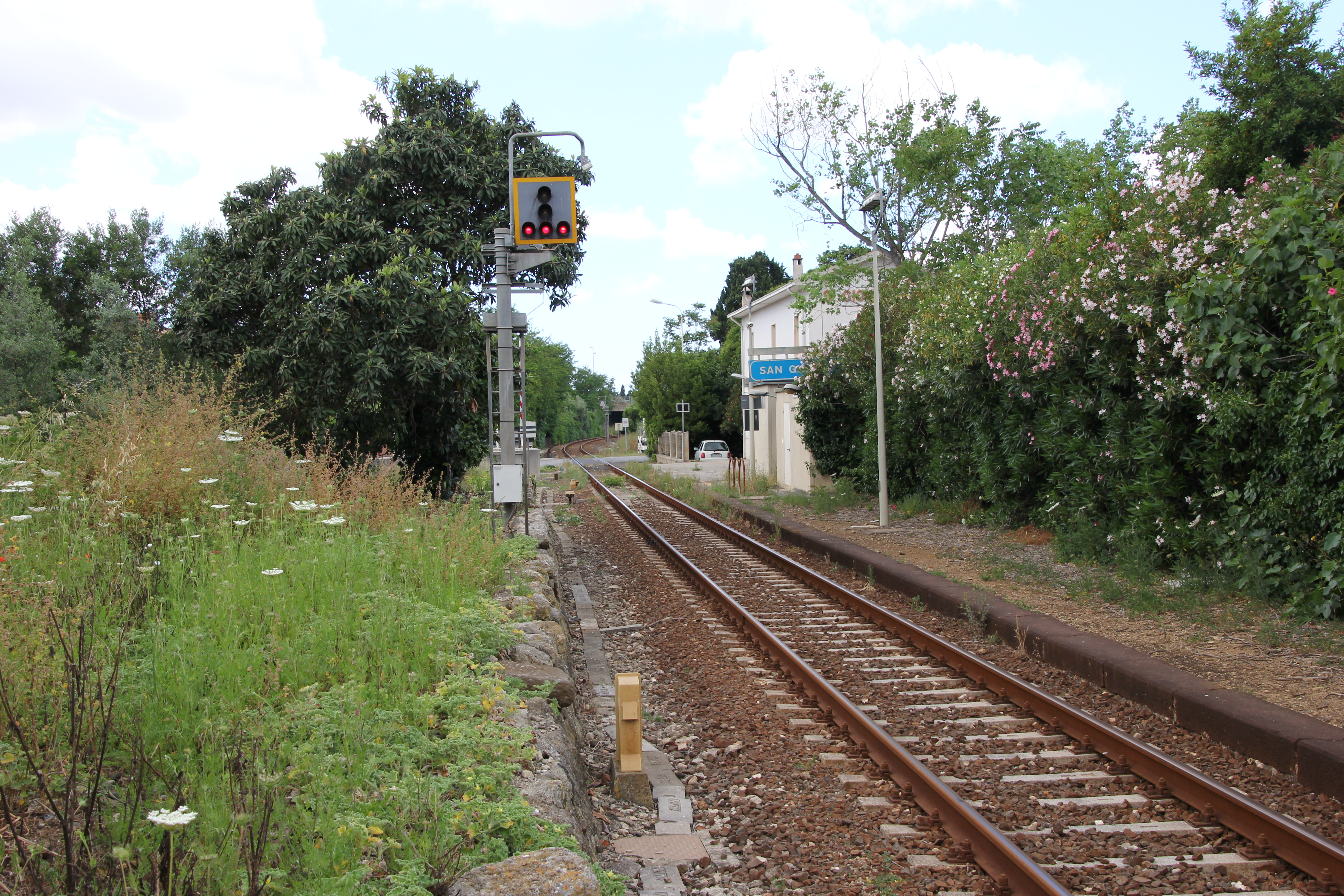
Il binario di corsa in direzione Porto Torres

La fermata di San Giovanni, avente caratteristiche di scalo passante, dispone del solo binario di corsa, a scartamento ordinario, affiancato da una banchina. L'impianto è inoltre dotato di un fabbricato viaggiatori (chiuso al pubblico): si tratta di una costruzione a pianta rettangolare, composta da una parte principale con sviluppo su due piani più tetto a falde, fiancheggiata da un corpo laterale in direzione Chilivani esteso sul solo piano terra. Due piccoli fabbricati di servizio, sempre in direzione sud-est, completano la dotazione edifici della fermata.

## Movimento
Lo scalo è disabilitato al servizio viaggiatori dal dicembre 2008, in precedenza vi effettuavano fermata i convogli delle Ferrovie dello Stato ed in seguito di Trenitalia.